# Antti Suomela
Antti Suomela, född 17 mars 1994, är en finländsk professionell ishockeyforward som spelar för Toronto Maple Leafs i NHL. 
Han har tidigare spelat på NHL-nivå för San Jose Sharks och på lägre nivåer för San Jose Barracuda i AHL samt Esbo Blues och JYP i Liiga.

## NHL

### San Jose Sharks
Suomela blev aldrig draftad, men skrev på ett entry level-kontrakt med San Jose Sharks den 6 juni 2018.

### Toronto Maple Leafs
Den 12 april 2021 blev han tradad till Toronto Maple Leafs i utbyte mot Aleksandr Barabanov.

## Statistik
| 2015–2016    | Esbo Blues      | Liiga        | 52  | 13 | 13 | 26  | 20 | —  | — | — | — | — |
| 2016–2017    | JYP             | Liiga        | 58  | 22 | 23 | 45  | 37 | 15 | 4 | 2 | 6 | 0 |
| 2017–2018    | JYP             | Liiga        | 59  | 21 | 39 | 60  | 6  | 6  | 1 | 2 | 3 | 0 |
| 2018–2019    | San Jose Sharks | NHL          | 1   | 0  | 0  | 0   | 0  | —  | — | — | — | — |
| NHL totalt   | NHL totalt      | NHL totalt   | 1   | 0  | 0  | 0   | 0  | —  | — | — | — | — |
| Liiga totalt | Liiga totalt    | Liiga totalt | 169 | 56 | 75 | 131 | 63 | 21 | 5 | 4 | 9 | 0 |

### Internationellt
| Källa: Uppdaterad: 2018-10-04 | Källa: Uppdaterad: 2018-10-04 | Källa: Uppdaterad: 2018-10-04 |         | Utv = Utvisningsminuter | Utv = Utvisningsminuter | Utv = Utvisningsminuter | Utv = Utvisningsminuter | Utv = Utvisningsminuter |
| År                            | Lag                           | Mästerskap                    | Matcher | Mål                     | Assists                 | Poäng                   | Utv                     |                         |
| ----------------------------- | ----------------------------- | ----------------------------- | ------- | ----------------------- | ----------------------- | ----------------------- | ----------------------- | ----------------------- |
| 2018                          | Finland                       | VM                            | 4       | 1                       | 0                       | 1                       | 0                       |                         |
| Senior totalt                 | Senior totalt                 | Senior totalt                 | 4       | 1                       | 0                       | 1                       | 0                       |                         |